# 소정방폭포
소정방 폭포(小正房瀑布)는 제주도 서귀포시 서귀동 제주올레 6코스에 있는 폭포이다. ‘소정방’이라는 말은 정방폭포 옆의 작은 폭포라는 의미로 정방 폭포의 동쪽 570m 지점에 위치해 있다. 대한민국 유일의 해안 폭포로 곧바로 바다로 연결되어 있다. 바로 옆에 ‘소라의성’과 ‘소정방굴’이 이웃해 있다.
폭포의 높이가 낮고, 물이 워낙 차가워 주변 주민들의 물맞이 장소로 인기가 있다. 특히 백중날(음력 7월 14일)의 물맞이는 각종 질병에 좋다는 믿음을 가지고 있어서 이날에 많이 찾는 명소이기도 하다.

## 제주도의 폭포
- 천지연폭포
- 천제연폭포
- 정방폭포
- 엉또폭포